# صید پره

صیادی پره یا تور گستر در حاشیه جنوبی دریای خزر

صید پره یا تور گستر یکی از قدیمی‌ترین روش‌های صید ماهیان استخوانی از جمله ماهی سفید در حاشیه جنوبی دریای خزر (استان گیلان و مازندران) می‌باشد که قدمتی چند صد ساله دارد.
بنابر بعضی از شواهد این نوع ماهیگیری از شهرستان بندر انزلی ابداع و به تدریج در مناطق دیگر حاشیه جنوبی دریای خزر رواج یافته‌است.

## روش صید
در این روش یک سر توری که معمولاً ۱۰۰۰ متر طول و ۷ الی ۱۰ متر ارتفاع دارد توسط قایق چوبی بزرگی در دریابه شکل حرف U انگلیسی گسترده می‌شود و سر انتهایی تور با فاصله حدوداً صد متری از نقطه اولیه به ساحل بازمی‌گردد. قطر سوراخ‌های تور پره به اندازه‌ای می‌باشد که تنها ماهیان بالغ را صید کرده و بنابراین در حفظ ذخایر آبزیستی و بچه ماهی‌ها بسیار مؤثر می‌باشد. (بین ۳۰ الی ۴۰ میلی‌متر). پس از گذشت مدتی تور از سر انتهایی آن توسط نیروی و ینچ تراکتور به داخل ساحل کشیده شده و جمع می‌گردد. در نتیجه ماهیانی که داخل تور به دام افتاده‌اند به تدریج به سمت ساحل هدایت شده و توسط صیادان جمع‌آوری می‌گردند.
درزمان‌های قدیم کشیدن و جمع کردن تور توسط نیروی صیادان و با کمک حیوانات صورت می‌گرفته‌است و صیادان با خواندن اشعار محلی انسجام و شور ویژه‌ای را ایجاد می‌کردند. اما امروزه این کار توسط نیروی مکانیکی تراکتور صورت می‌گیرد.

## آمار اشتغال
در حال حاضر بنابر اظهارات اداره شیلات حدود ۱۰۰۰۰ نفر صیاد محلی در قالب ۷۶ شرکت تعاونی پره در استان گیلان و ۵۱شرکت در استان مازندران مشغول به کار صید در حاشیه جنوبی دریای خزر می‌باشند. (آمار سال ۹۹. در هر شرکت تعاونی صید پره حدوداً ۷۰الی ۱۰۰ صیاد مشغول به کار و صیادی می‌باشند و امرار معاش می‌کنند.
فصل صید ماهیان استخوانی در دریای خزر به مدت ۷ ماه و از ۲۰ مهر هر سال آغاز و تا ۲۰ فروردین سال بعد ادامه می‌یابد. درفصل بهار به دلیل تخم ریزی ماهیان استخوانی و به جهت حفظ منابع دریای صید ماهی در دریا ممنوع می‌باشد. صیادان معمولاً آغاز فصل صید را جشن می‌گیرند.

## مشکلات کار
در سال‌های اخیر به دلیل عدم حمایت از این صنف زحمتکش و سخت‌کوش از جمله نداشتن بیمه مناسب کاری (صیادی یکی از خطرناکترین مشاغل بشمار می‌آید) و عدم حمایت ارگان‌های مربوطه در تأمین ادوات و ابزار مناسب بسیاری از این تعاونی‌های پره مجبور به تعطیلی شده‌اند. این امر باعث خواهد شد که در دراز مدت این میراث فرهنگی چند صد ساله به فراموشی سپرده شود.